# Салім Ад-Давсарі
Салім Мухаммед Шафі Ад-Давсарі (араб. سالم محمد شافي الدوسري; нар. 19 серпня 1991, Ер-Ріяд) — саудівський футболіст, півзахисник клубу «Аль-Гіляль» і національної збірної Саудівської Аравії.

## Клубна кар'єра
Народився 19 серпня 1991 року в місті Ер-Ріяд. Вихованець футбольної школи клубу «Аль-Гіляль». Дорослу футбольну кар'єру розпочав 2011 року в основній команді того ж клубу, кольори якої захищає й донині.

## Виступи за збірні
У 2011 році залучався до складу молодіжної збірної Саудівської Аравії.
У 2012 році дебютував в офіційних матчах у складі національної збірної Саудівської Аравії.
У складі збірної був учасником кубка Азії з футболу 2015 року в Австралії.

## Титули і досягнення
- Чемпіон Саудівської Аравії (5): 2016-17, 2019-20, 2020-21, 2021-22, 2023-24
- Володар Королівського кубка Саудівської Аравії (5): 2014-15, 2016-17, 2019-20, 2022-23, 2023-24
- Володар Кубка наслідного принца Саудівської Аравії (3): 2011-12, 2012-13, 2015-16
- Володар Суперкубка Саудівської Аравії (5): 2015, 2018, 2021, 2023, 2024
- Переможець Ліги чемпіонів АФК (2): 2019, 2021
- Найкращий гравець Ліги чемпіонів АФК (1): 2021